# Provincia Haut-Lomami
Provincia Haut-Lomani (Lomani Înalt) este o unitate administrativă de gradul I, una dintre cele 25 noi provincie ale Republicii Democratice Congo, create în reîmpărțirea din 2015.
Reședința sa este orașul Kamina.